# Wilkesia
Wilkesia A.Gray è un genere di piante della famiglia delle Asteracee, che comprende 2 specie, endemiche delle isole Hawaii.

## Tassonomia
La classificazione tradizionale colloca il genere Wilkesia nella sottotribù Madiinae della tribù Heliantheae.

Recenti studi filogenetici considerano le Madiinae come il principale raggruppamento delle Madieae, elevate al rango di tribù a sé stante.
Assieme ai generi Argyroxiphium e Dubautia forma la cosiddetta Silversword Alliance, un clade monofiletico sviluppatosi per radiazione adattativa nell'arcipelago hawaiiano, a partire da un unico progenitore comune.
Il genere Wilkesia comprende 2 sole specie:
- Wilkesia gymnoxiphium A.Gray, 1852
- Wilkesia hobdyi H.St.John, 1971